# Serres (unità periferica)
L'unità periferica di Serres (in greco Περιφερειακή ενότητα Σερρών?) è una delle sette unità periferiche in cui è divisa la periferia della Macedonia Centrale. Il capoluogo è la città di Serres.
Confina con la Macedonia del Nord e la Bulgaria a nord, nonché con le unità periferiche di Kilkis ad est, Salonicco a sudest, Kavala a sudovest e Drama a nordovest.

## Prefettura
Pella era una prefettura della Grecia, abolita a partire dal 1º gennaio 2011 a seguito dell'entrata in vigore della riforma amministrativa detta piano Kallikratis
La riforma amministrativa ha anche modificato la struttura dei comuni che ora si presenta come nella seguente tabella:
| Nuovo comune     | Vecchio comune   | Sede         |
| ---------------- | ---------------- | ------------ |
| Amfipoli         | Amfipoli         | Rodolivos    |
| Amfipoli         | Kormista         | Rodolivos    |
| Amfipoli         | Proti            | Rodolivos    |
| Amfipoli         | Rodolivos        | Rodolivos    |
| Emmanouil Pappas | Emmanouil Pappas | Chryso       |
| Emmanouil Pappas | Strymonas        | Chryso       |
| Irakleia         | Irakleia         | Irakleia     |
| Irakleia         | Skotousa         | Irakleia     |
| Irakleia         | Strymoniko       | Irakleia     |
| Nea Zichni       | Nea Zichni       | Nea Zichni   |
| Nea Zichni       | Alistrati        | Nea Zichni   |
| Nea Zichni       | Gazoros          | Nea Zichni   |
| Serres           | Serres           | Serres       |
| Serres           | Ano Vrontou      | Serres       |
| Serres           | Kato Mitrousi    | Serres       |
| Serres           | Lefkonas         | Serres       |
| Serres           | Oreini           | Serres       |
| Serres           | Skoutari         | Serres       |
| Sintiki          | Sidirokastro     | Sidirokastro |
| Sintiki          | Agkistro         | Sidirokastro |
| Sintiki          | Achladochori     | Sidirokastro |
| Sintiki          | Kerkini          | Sidirokastro |
| Sintiki          | Petritsi         | Sidirokastro |
| Sintiki          | Promachonas      | Sidirokastro |
| Visaltia         | Visaltia         | Nigrita      |
| Visaltia         | Achinos          | Nigrita      |
| Visaltia         | Nigrita          | Nigrita      |
| Visaltia         | Tragilos         | Nigrita      |

## Precedente suddivisione amministrativa
Dal 1997, con l'attuazione della riforma Kapodistrias, la prefettura di Serres era suddivisa in 22 comuni e 5 comunità.
| comuni           | codice YPES | capoluogo (se diverso) | codice postale |
| ---------------- | ----------- | ---------------------- | -------------- |
| Achinos          | 4705        | Sitochori              | 622 00         |
| Alistrati        | 4702        |                        | 620 45         |
| Amfipoli         | 4703        | Palaiokomi             | 620 41         |
| Emmanouil Pappas | 4708        | Chryso                 | 620 46         |
| Irakleia         | 4709        |                        | 624 00         |
| Kato Mitrousi    | 4710        | Provatas               | 621 00         |
| Kerkini          | 4711        | Rodopoli               | 620 52         |
| Kormista         | 4712        | Nea Bafra              | 620 47         |
| Lefkonas         | 4713        |                        | 621 xx         |
| Nea Zichni       | 4714        |                        | 620 42         |
| Nigrita          | 4715        |                        | 622 00         |
| Petritsi         | 4717        | Neo Petritsi           | 620 43         |
| Proti            | 4719        |                        | 620 47         |
| Rodolivos        | 4720        |                        | 620 41         |
| Serres           | 4721        |                        | 621 00         |
| Sidirokastro     | 4722        |                        | 623 00         |
| Skotousa         | 4723        |                        | 621 00         |
| Skoutari         | 4724        |                        | 621 00         |
| Strymonas        | 4725        | Neos Skopos            | 621 00         |
| Strymoniko       | 4726        |                        | 620 54         |
| Tragilos         | 4727        | Mavrothalassa          | 620 49         |
| Visaltia         | 4707        | Dimitritsi             | 622 00         |
| comunità         | codice YPES | capoluogo (se diverso) | codice postale |
| Achladochori     | 4706        |                        | 623 00         |
| Agkistro         | 4701        |                        | 623 00         |
| Ano Vrontou      | 4704        |                        | 621 00         |
| Oreini           | 4716        |                        | 621 00         |
| Promachonas      | 4718        |                        | 623 00         |